# SirsiDynix
SirsiDynix (issu de la fusion en 2005 de Dynix Corporation, fondée en 1983, et de Sirsi Corporation, fondée en 1979), est un éditeur américain de logiciels pour les bibliothèques. L'entreprise appartient actuellement à ICV Partners qui en a fait l'acquisition en 2014,.
La société a connu plusieurs noms : Dynix, Ameritech, Epixtech, etc.
Elle édite actuellement des systèmes intégrés de gestion de bibliothèque parmi lesquels :
- Horizon[4]
- Corinthian (projet abandonné en 2007)